# الدوري الإنجليزي لكرة القدم 1971–72
الدوري الإنجليزي لكرة القدم 1971–72 (بالإنجليزية: 1971–72 Football League)‏ هو موسم من دوري كرة القدم الإنجليزي. فاز فيه نادي ديربي كاونتي لكرة القدم.